# Germania (Wisconsin)
Germania – miasto w Stanach Zjednoczonych, w stanie Wisconsin, w hrabstwie Shawano.